# Alfred Cornelius Howland

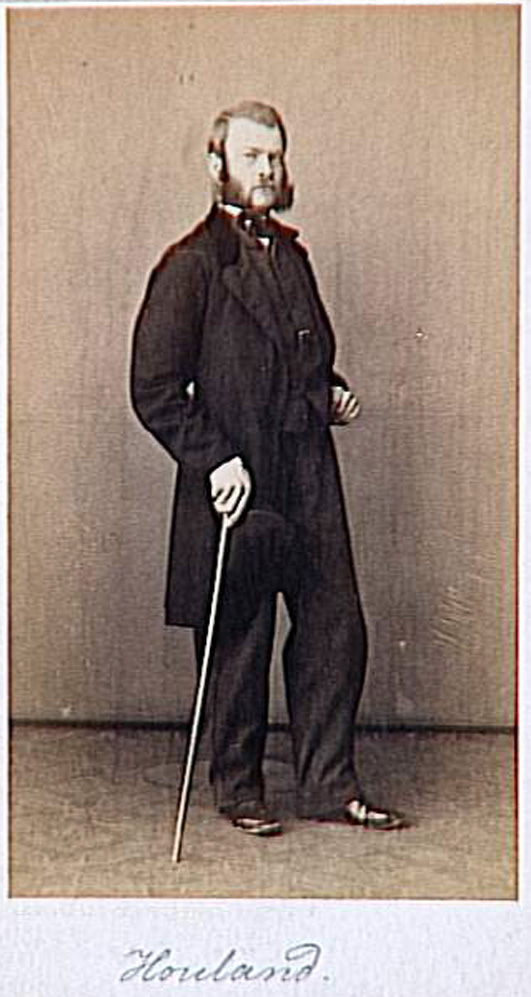
Alfred Cornelius Howland, Foto um 1860, Gebr. G. & A. Overbeck, Düsseldorf

Alfred Cornelius Howland (* 12. Februar 1838 in Walpole, Cheshire County, New Hampshire; † 17. März 1909 in Pasadena, Kalifornien) war ein US-amerikanischer Genre-, Porträt- und Landschaftsmaler.

## Leben
Howland wuchs als eines von fünf Kindern des Architekten Aaron Prentice (Prentiss) Howland (1801–1867), einem Nachfahren des Pilgervaters John Howland, und dessen Ehefrau Huldah, geborene Burke (1806–1886), in Walpole auf. 1855 schloss er seine Schulausbildung an der Walpole Academy ab. 1857 arbeitete er als Stahlstecher in Boston, ab 1858 als Lithograf in New York City. Parallel nahm er bis 1860 Unterricht in der National Academy School. Im Juni 1860 ging er nach Düsseldorf, wo er bis 1861 die Königlich Preußische Kunstakademie besuchte. Dort waren Andreas Müller und Ludwig Heitland seine Lehrer. In den Jahren 1861/1862 nahm er Privatunterricht bei dem Düsseldorfer Landschaftsmaler Albert Flamm. Dann ging er nach Paris und arbeitete mit dem französischen Landschaftsmaler Émile Lambinet. Außerdem begegnete er Jean-Baptiste Camille Corot, einem Vertreter der Schule von Barbizon, dessen Malstil ihn fortan prägte.

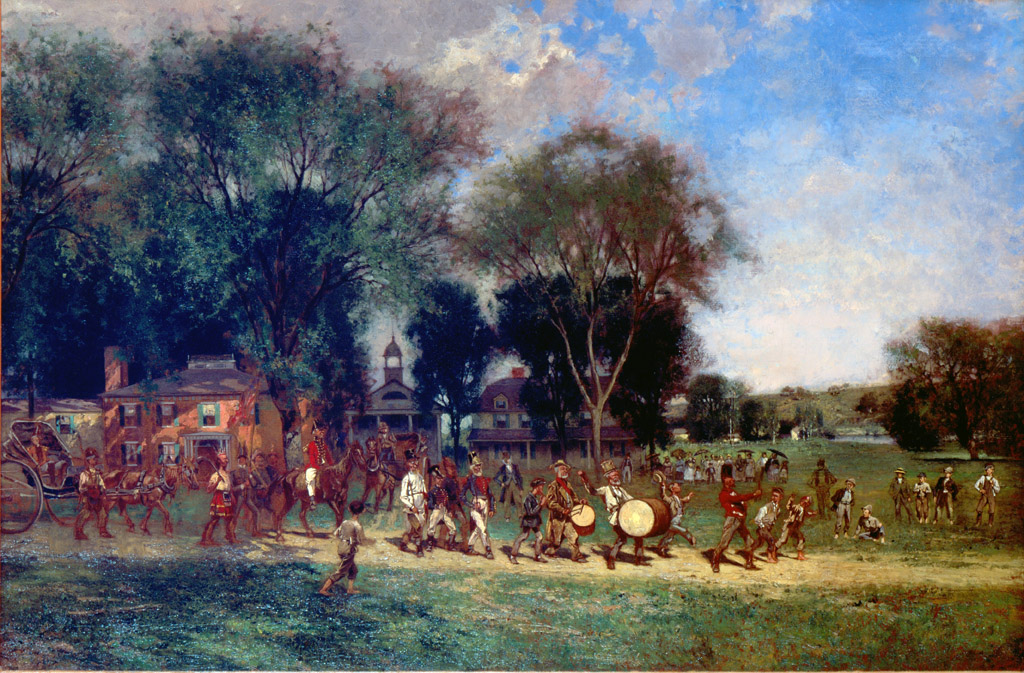
Forth of July Parade, um 1860, High Museum of Art

1865 kehrte er in die Vereinigten Staaten zurück und ließ sich in Boston nieder. Später zog er nach New York City, wo er an der West Fifty-seventh Street ein Atelier hatte. 1871 heiratete er Clara Ward (1841–1913), die Tochter des angesehenen New Yorker Kaufmanns Oliver Delancey Ward. Sie gebar den Sohn Winthrop (* 1873) und die Tochter Alice (* 1878). Mit seiner Familie lebte er zeitweise in einem Sommerhaus in Williamstown, Massachusetts. Dort war im Jahr 1877 war der Landschaftsmaler Henry Siddons Mowbray sein Schüler.
Bekannt wurde Howland vor allem durch seine Genremalerei, die oft Sujets aus Neuengland zeigt. Beispiele hierfür sind die Gemälde The Fourth of July Parade (um 1886), in dem er Kindheitserinnerungen an Paraden zum amerikanischen Unabhängigkeitstag darstellte, und The Old Yale Fence (1889/1890), worin zahlreiche Sportler der Yale University vor dem Hintergrund des Universitätscampus porträtiert sind. Das Bild The Fourth of July Parade wurde 1892/1893 auf der World’s Columbian Exposition in Chicago ausgestellt. Auch auf Ausstellungen in Paris und München waren Howlands Bilder zu sehen.
Howland wurde 1876 zum associate der National Academy of Design gewählt, 1882 zu dessen Vollmitglied. Dem Vorstand dieser Akademie gehörte er von 1880 bis 1884 an. Ferner war er Mitglied des Century Club, des Salmagundi Club und der Artists’ Fund Society. Howland wurde auf dem Friedhof seines Geburtsortes bestattet.